# Блу-Белл (Пенсільванія)
Блу-Белл (англ. Blue Bell) — переписна місцевість (CDP) в США, в окрузі Монтгомері штату Пенсільванія. Населення — 6506 осіб (2020).

## Географія
Блу-Белл розташований за координатами 40°8′50″ пн. ш. 75°16′7″ зх. д. / 40.14722° пн. ш. 75.26861° зх. д. (40.147352, -75.268680).  За даними Бюро перепису населення США в 2010 році переписна місцевість мала площу 13,96 км², уся площа — суходіл.

## Демографія
Згідно з переписом 2010 року, у переписній місцевості мешкало 6067 осіб у 2441 домогосподарстві у складі 1732 родин. Густота населення становила 435 осіб/км².  Було 2610 помешкань (187/км²).
Расовий склад населення:
| - 87,8 % — білих - 8,1 % — азіатів - 2,9 % — чорних або афроамериканців |

До двох чи більше рас належало 0,8 %. Частка іспаномовних становила 1,5 % від усіх жителів.
За віковим діапазоном населення розподілялося таким чином: 21,7 % — особи молодші 18 років, 57,9 % — особи у віці 18—64 років, 20,4 % — особи у віці 65 років та старші. Медіана віку мешканця становила 46,8 року. На 100 осіб жіночої статі у переписній місцевості припадало 91,2 чоловіків;  на 100 жінок у віці від 18 років та старших — 87,9 чоловіків також старших 18 років.
Середній дохід на одне домашнє господарство  становив 152 574 долари США (медіана — 120 602), а середній дохід на одну сім'ю — 172 915 доларів (медіана — 140 721). Медіана доходів становила 90 179 доларів для чоловіків та 66 339 доларів для жінок. За межею бідності перебувало 1,7 % осіб, у тому числі 1,7 % дітей у віці до 18 років та 3,5 % осіб у віці 65 років та старших.
Цивільне працевлаштоване населення становило 3251 особа. Основні галузі зайнятості: освіта, охорона здоров'я та соціальна допомога — 25,4 %, науковці, спеціалісти, менеджери — 18,6 %, фінанси, страхування та нерухомість — 12,9 %, роздрібна торгівля — 10,9 %.